# Richard English
Pour les articles homonymes, voir English.
Richard English, né le 18 mai 1910 à West Newton en Pennsylvanie aux États-Unis et mort le 2 octobre 1957 à Los Angeles en Californie, est un scénariste et écrivain américain.

## Biographie
Acteur, puis agent de Rudy Vallée, il est ensuite scénariste à Hollywood.
Militant anticommuniste, il participe activement à l'ère du maccarthysme en particulier avec une tournée de conférences en Amérique du Sud et la publication d'articles dans les journaux nationaux américains dont Communism in Hawaï qui lui sert de base pour le scénario de Big Jim McLain, film américain réalisé par Edward Ludwig en 1952.
Gonglé à bloc ! (The Sugarplum Staircase) publié en 1947 est sa seule production en littérature policière.

## Œuvre

### Romans
- The Road Away from Home
- The Sugarplum Staircase (1947)
  - Gonflé à bloc !, Série noire no 81 (1951)

### Recueil de nouvelles
- Strictly Ding Dong

## Filmographie

### Au cinéma
- 1936 : Bulldog Edition (en), film américain réalisé par Charles Lamont
- 1937 : Larceny on the Air (en), film américain réalisé par Irving Pichel
- 1937 : Too Many Wives (en), film américain réalisé par Ben Holmes (en)
- 1937 : All Over Town (en), film américain réalisé par James W. Horne
- 1938 : Mr. Boggs Steps Out (en), film américain réalisé par Gordon Wiles
- 1938 : The Higgins Family, film américain réalisé par Gus Meins
- 1939 : Somewhat Secret, court métrage américain réalisé par Sammy Lee
- 1939 : Million Dollar Legs, film américain réalisé par Edward Dmytryk et Nick Grinde
- 1940 : Military Academy, film américain réalisé par D. Ross Lederman
- 1941 : Cadet Girl (en), film américain réalisé par Ray McCarey
- 1943 : Follow the Band (en), film américain réalisé par Jean Yarbrough
- 1944 : Le Roi du swing (Sweet and Low-Down) de Archie Mayo
- 1944 : Brazil, film américain réalisé par Joseph Santley
- 1945 : Aladin et la lampe merveilleuse (A Thousand and One Nights), film américain réalisé par Alfred E. Green
- 1946 : Ding Dong Williams (en), film américain réalisé par William Berke
- 1947 : The Fabulous Dorseys, film américain réalisé par Alfred E. Green
- 1948 : Leather Gloves (en), film américain réalisé par William Asher et Richard Quine
- 1949 : Le Démon de l'or (Lust for Gold), film américain réalisé par S. Sylvan Simon
- 1950 : 711 Ocean Drive, film américain réalisé par Joseph M. Newman
- 1950 : Propre à rien ! (Fancy Pants), film américain réalisé par George Marshall
- 1950 : Terre damnée (Copper Canyon), film américain réalisé par John Farrow
- 1950 : L'Engin fantastique (The Flying Missile), film américain réalisé par Henry Levin
- 1952 : Big Jim McLain, film américain réalisé par Edward Ludwig
- 1956 : Au sud de Mombasa (Beyond mombasa), film américano-britannique réalisé par George Marshall

### À la télévision
- 1956 : The Big Payday, épisode de la série télévisée Schlitz Playhouse of Stars réalisé par Jus Addiss
- 1956 : That Evil Woman, épisode de la série télévisée The Ford Television Theatre (en) réalisé par John Meredyth Lucas

### Sources
- Claude Mesplède, Les Années "Série noire" : bibliographie critique d'une collection policière, vol. 1 : 1945-1959, Amiens, Editions Encrage, coll. « Travaux » (no 13), 1992 (ISBN 978-2-906-38934-2), p. 70-71.
- Claude Mesplède et Jean-Jacques Schleret, SN, voyage au bout de la Noire : inventaire de 732 auteurs et de leurs œuvres publiés en séries Noire et Blème : suivi d'une filmographie complète, Paris, Futuropolis, 1982 (OCLC 11972030), p. 124